# Cycleptus elongatus
Cycleptus elongatus és una espècie de peix de la família dels catostòmids i de l'ordre dels cipriniformes.

## Morfologia
- Els mascles poden assolir 93 cm de longitud total.[3][4]

## Hàbitat
És un peix d'aigua dolça i de clima subtropical.

## Distribució geogràfica
Es troba a Nord-amèrica, incloent-hi Mèxic.